# Château du Sailhant
Le château du Sailhant est un château fort situé sur la commune d'Andelat, dans le Cantal, à une dizaine de kilomètres de Saint-Flour.
Cet édifice est construit sur un éperon basaltique de forme triangulaire, d'une hauteur d'environ 20 à 25 mètres. Il ne se visite plus. Il est également connu pour la présence de la cascade du Sailhant (ou de Babory) à proximité.

## Historique
Le château du Sailhant a été construit au XIIIe siècle. Sa proximité avec Saint-Flour indique son rôle de défense de la sous-préfecture du Cantal. 
Il a tout d'abord appartenu à la famille du Sailhans au XIIIe siècle. Il a souvent changé de mains, les Anglais l'ayant même possédé durant la guerre de Cent Ans. Aujourd'hui, le château est une propriété privée appartenant à Joseph Pell Lombardi, architecte américain.
La totalité du château est inscrite au titre des monuments historiques par arrêté du 13 septembre 2019.

## Architecture

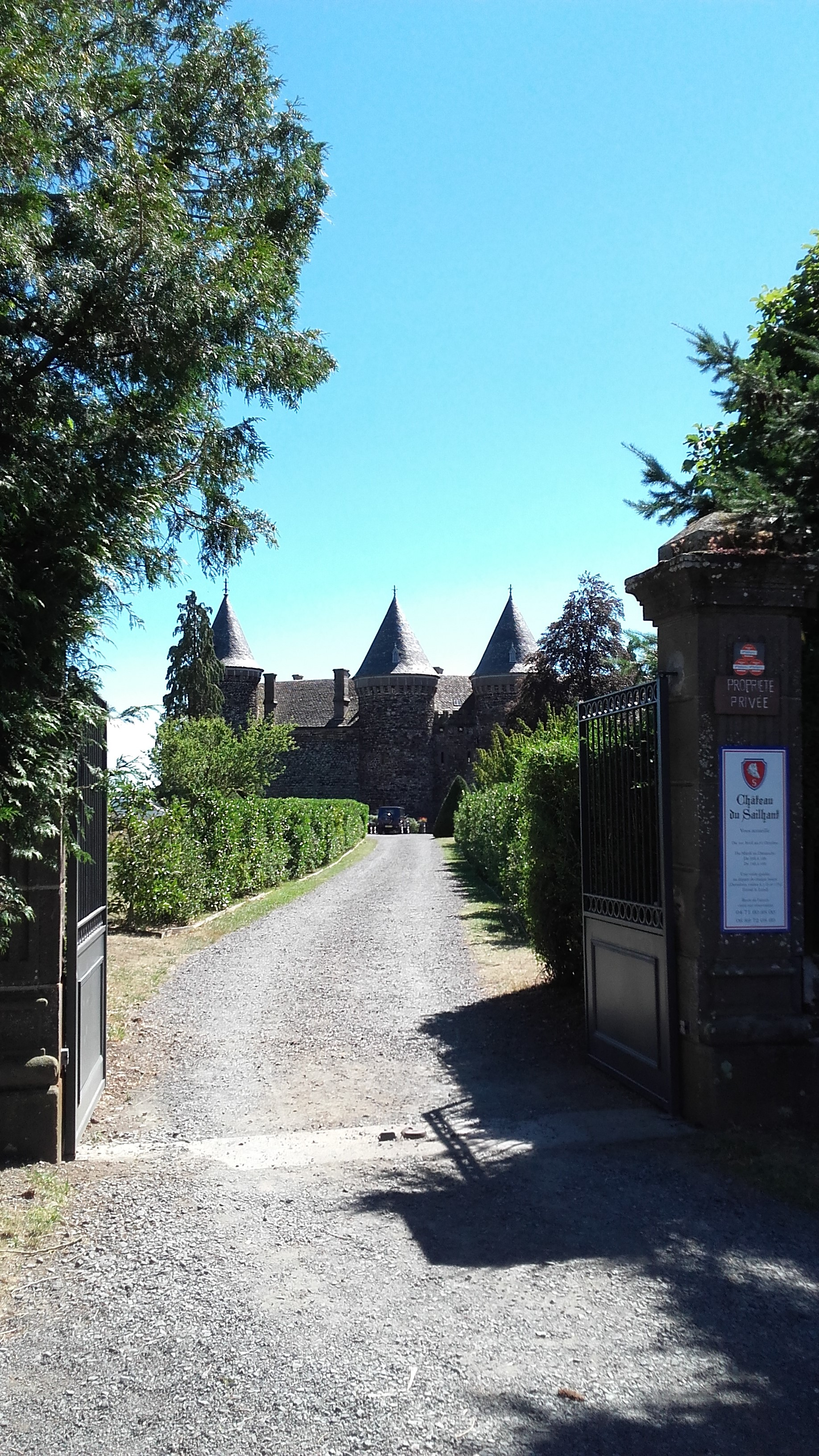
Entrée principale du château.

L'architecture générale de ce château est dictée par la forme triangulaire de l'éperon basaltique sur lequel il est construit. À chaque angle de ce triangle, on peut retrouver des cachots.
Au sud, le château comporte un ancien donjon et au nord se trouve la façade qui comporte 4 grosses tours rondes. Cette façade est reliée au donjon par une muraille construite au bord de la falaise. Enfin, deux autres tours plus petites sont construites à l'est et à l'ouest de l'édifice.
L'intérieur du château se distingue par la présence d'anciennes fresques, d'un escalier taillé dans le roc et de la chapelle dédiée à saint Ferval, dont le corps gît au Sailhant. Les derniers travaux de restauration datent de 2004.

## Cascade du Sailhant
À proximité du château, on peut accéder à la cascade du Sailhant. Le ruisseau du Babory se jette d'une vingtaine de mètres de hauteur à cet endroit dans un gouffre dont la profondeur est estimée entre 6 et 7 mètres.
Cette cascade est source de nombreuses légendes locales, dont la plus connue est celle d'une servante qui, au moment de faner le foin, voulut piquer ses bœufs afin de les faire avancer. Mais, la prairie étant trop pentue, la servante, les bœufs, la charrue... tout glisse dans le gouffre. On ne les a plus jamais revus. Apparemment, on entendrait la servante marcher et les roues de la charrue rouler au fond du gouffre, les nuits de pleine lune,.